# Badly Dubbed Porn
Badly Dubbed Porn is een komische televisieserie uit 2007 die werd uitgezonden op Comedy Central. Badly Dubbed Porn maakt een komische, Nederlandse nasynchronisatie op bestaande pornofilms. De verhalen zijn ingekort naar ongeveer 30 minuten. De serie is een parodie op het vooroordeel dat pornoacteurs niet goed kunnen acteren.